# バーバラ・ラ・マー
バーバラ・ラ・マー（Barbara La Marr、1896年7月28日 - 1926年1月30日）は、アメリカ合衆国の舞台・映画女優、ダンサー、脚本家。
ジャーナリスト、作家、脚本家のアデラ・ロジャーズ・セント・ジョンズが彼女を形容した「美しすぎる女」 (The Girl Who Is Too Beautiful) として知られる。

## 生い立ち
1896年、ウィリアム・ウォレスとロザーナ・"ローズ"・ワトソン夫妻を両親にリアサ・デール・ワトソンとしてワシントン州ヤキマ（ラ・マー自身は後にバージニア州リッチモンド出身と主張した）に生まれる。父親は新聞記者で、母親には1878年生まれの息子ヘンリー、1881年生まれの娘ヴァイオレットという連れ子がいた。2人は1884年に結婚し、1886年6月に息子のウィリアム・ワトソン・ジュニアがワシントンで生まれた。ウィリアム・ワトソン・ジュニアは1920年代に「ビリー・デヴォア」という芸名でヴォードヴィル・コメディアンとなった。ワトソン一家はラ・マーの成長期に様々な土地に住んだ。1900年には両親、兄のウィリアム、異父姉のヴァイオレット・ロス、ヴァイオレットの夫アーヴェル・ロスと共にオレゴン州ポートランドに住んでいた。子供の頃、ラ・マーも何度か演劇やヴォードヴィルの舞台を踏んだ。自身は1904年の短編映画『Uncle Tom's Cabin』にリトル・エヴァ名義で銀幕デビューを果たしたと語っている。14歳の時にバーレスクショーで踊ったとして逮捕された。少年裁判所判事は「大都市で1人で保護無しでいるにはあまりに美しい」と予言的な弁を述べている。
1910年には、両親とカリフォルニア州フレズノに住んでいた。翌1911年、一家はロサンゼルスへ転居した。1913年1月、ヴァイオレット・エイクという名前になっていたラ・マーの異父姉は、C・C・ボクスリーという名の男性と共に、16歳の異父妹を「3日間の」自動車旅行に連れて行った。この後ラ・マーはホテルに軟禁され、ボクスリーがポン引きとなり客を取らせていたという伝説がある。両親からの捜索願いも出され自分たちに逮捕状が出ていると知ったエイクとボクスリーは、ラ・マーに金を渡して不利な証言をしないよう言い含めて帰した。この出来事は新聞の紙面を賑わせた。ラ・マーは不特定多数の男性とベッドを共にした事は認めたが、売春は否定したため結局は不起訴となったという。この事件で有名となり、ロサンゼルスの画家たちがこぞってこの美少女のポートレートを描いた。この頃からプロのダンサーとなり、映画のエキストラ出演も始めた。
暫く後、ラ・マーの名前は再び新聞の見出しとなった。1913年11月、アリゾナから戻って来ると、メキシコで結婚していたと思われるジャック・ライテルという農場主が亡くなって未亡人になったと報じられた。広まった言い伝えによれば、ある日ライテルが馬に乗って外出した際、車に乗るラ・マーを見掛けてひと目で夢中になった。彼は車に乗り込み彼女をさっと馬上に移すと、そのまま2人で走り去った。そして、その翌日に結婚した。この間、彼女はリアサという名前を嫌い、幼い頃の好みのあだ名である「ベス」と名乗った。

## 経歴

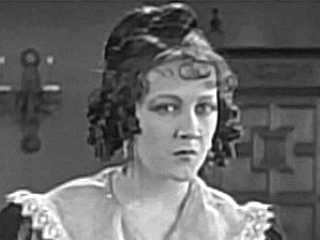
『三銃士』（1921年）

2人目の夫と結婚してニューヨークに移った後、「フォリー・ライテル」のペンネームでフォックス・フィルムの脚本を書く仕事に就いた。夫と死別後も各地で踊り続けて自立した。各地で新しい恋人を見つけ、「私には薔薇のような恋人たちがダース単位でいる」と語った事がある。1916年、ミュージカルコメディ俳優でダンサーのフィル・エインズワースと3度目の結婚をするも翌年離婚。1918年、20歳近く年上のダンスパートナー、ベン・ディーリーと4度目の結婚、この時代にバーバラ・ラ・マー・ディーリーと名乗って脚本の仕事も再開した。メアリー・ピックフォードはユナイテッド・アーティスツの脚本家棟でラ・マーを見かけ、「貴女はカメラの後ろにいるには美しすぎる。自分が映画に出演すべき」と話した。
1920年、映画プロデューサーのルイス・B・メイヤーにより『Harriet and the Piper』の脇役にキャスティングされる。翌1921年にダグラス・フェアバンクスの映画『ナット』やジョン・フォード監督の『吹雪の道』に出演。同年の『三銃士』でスターダムにのし上がった。この頃ディーリーと離婚。1922年、ジョン・ギルバートと共演した『アラビアの恋』、レックス・イングラム監督による『ゼンダ城の虜』と『心なき女性』などで人気は不動のものとなり、ムービング・ピクチャー・ワールドは「世界一美しい女優」と讃えた。
映画女優として全盛であったが、目紛しいハリウッドの夜遊びにもはまり、インタビューで一晩に2時間しか眠らないと語った。1923年、『売られ行く魂』撮影中に足首を捻挫、痛みによる撮影延期を避けるためモルヒネ、コカイン、ヘロインが処方された。ラ・マーは直ぐに薬物依存症になった。次第に薬物と酒に溺れる様になり、ダイエットのためのコカインや酒は体重を減らしもしたが健康も損ねた。そして身体が完全に回復する事は無かった。極端に少ない睡眠時間も拍車をかけた。これらの行状が仕事にも悪影響を及ぼし始め、メトロ・ゴールドウィン・メイヤーを解雇された。ラ・マーはファースト・ナショナルと契約を結び、最後となる3本の映画に出演した。監督・脚本家・プロデューサーのポール・バーンは、ラ・マーに映画を休んで静養するよう懇願した。彼はラ・マーに恋していたと言われ、彼女が1923年にジャック・ドーハーティと5度目の結婚をした時には自殺まで試みた。バーンの忠告は聞き入れられず1925年、最後となる映画『モンマルトルから来た女』の撮影中に倒れ、その後も撮影が強行されたため昏睡状態に陥った。ラ・マーは撮影の合間にも酒やヘロインやコカインを楽屋で摂取していた。その後回復したかに見えたが、一時的なものであった。

## 私生活

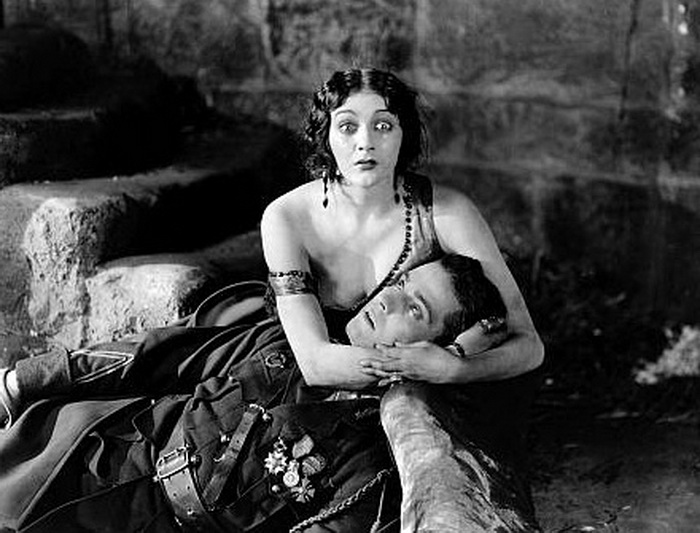
『心なき女性』（1922年）ラモン・ノヴァロと

ラ・マーは5回結婚している。最初の夫はジャック・ライテルで1913年、16歳の時に結婚した。ライテルは結婚から数ヶ月後に肺炎で亡くなった。1914年6月2日、2人目の夫となる弁護士のローレンス・コンヴァースと結婚。コンヴァースは既に結婚していて子供もおり、結婚の翌日に重婚罪で逮捕された。刑務所でコンヴァースは繰り返しラ・マーの名を呼びながら、意識を失うまで頭を独房の壁に打ち付けた。彼は6月5日に脳内の血餅(脳血栓)で亡くなった。1916年、俳優・ダンサーのフィル・エインズワースと結婚。エインズワースは小切手を偽造しサン・クエンティン州立刑務所へと送られた。彼らは1917年に離婚。伝えられるところでは、この当時の恋人の1人が小説家のアーネスト・ヘミングウェイであった。1918年にダンサーのベン・ディーリーと4度目の結婚。2人は1921年、映画『三銃士』撮影中に別れた。ディーリーとの離婚が成立する前に、俳優ジャック・ドーハーティと1923年5月に結婚。彼らはラ・マーの死去まで添い遂げた。
死の数年後、彼女が息子を生んでいたことが明らかにされた。息子の父親の名前は公表されていない（結局否定されたが、息子本人は生前に父親はポール・バーンではないかと、ロサンゼルス・タイムズに語っている）。息子マーヴィン・カーヴィル・ラ・マーはラ・マーの死後、女優ザス・ピッツと彼女の夫で映画会社役員のトム・ギャラリーの養子となり、ドン・ギャラリーと名前を変えられた。

## 死去
1925年には、薬物とアルコールが身体を蝕みはじめ、腎炎と結核に罹った。1925年11月10日のロサンゼルス・タイムズ紙にベッド上の病いでやつれた姿が掲載された。1926年1月30日、カリフォルニア州アルタデナのバーンが買い与えた家で結核と腎炎の合併症で死去、29歳であった。2月5日の葬儀には約3000人のファンが教会の前に押し寄せ騒然となり、5人の女性が失神して警官隊に救い出された。彼女はハリウッド・フォーエバー・セメタリー内のハリウッド大聖堂霊廟地下室に埋葬された。
映画界への貢献により、ヴァインストリート1621のハリウッド・ウォーク・オブ・フェームにバーバラ・ラ・マーの星型プレートがある。

## 主な出演作品
| 年   | 原題                       | 邦題                   | 役名                         | 備考                                            |
| ---- | -------------------------- | ---------------------- | ---------------------------- | ----------------------------------------------- |
| 1920 | Harriet and the Piper      |                        | Tam O'Shanter Girl           | バーバラ・ディーリー名義 別題: Paying the Piper |
| 1920 | Flame of Youth             |                        |                              | 脚本                                            |
| 1920 | The Mother of His Children |                        | –                            | 脚本 バーバラ・ラ・マー・ディーリー名義         |
| 1920 | Rose of Nome               |                        | –                            | 脚本 バーバラ・ラ・マー・ディーリー名義         |
| 1920 | The Little Grey Mouse      |                        | –                            | 脚本                                            |
| 1920 | The Land of Jazz           |                        | –                            | 脚本 バーバラ・ラ・マー・ディーリー名義         |
| 1921 | The Nut                    | ナット                 | Claudine Dupree              |                                                 |
| 1921 | Desperate Trails           | 吹雪の道               | Lady Lou                     |                                                 |
| 1921 | The Three Musketeers       | 三銃士                 | Milady de Winter             |                                                 |
| 1921 | Cinderella of the Hills    |                        | Kate Gradley                 | バーバラ・ラ・マー・ディーリー名義              |
| 1922 | Arabian Love               | アラビアの恋           | Themar                       |                                                 |
| 1922 | Domestic Relations         |                        | Mrs. Martin                  |                                                 |
| 1922 | The Prisoner of Zenda      | ゼンダ城の虜           | Antoinette de Mauban         |                                                 |
| 1922 | Trifling Women             | 心なき女性             | Jacqueline de Séverac/Zareda |                                                 |
| 1922 | Quincy Adams Sawyer        | 快男児ソーヤー         | Lindy Putnam                 |                                                 |
| 1923 | The Hero                   | 仮面の勇士             | Hester Lane                  |                                                 |
| 1923 | The Brass Bottle           |                        | The Queen                    |                                                 |
| 1923 | Mary of the Movies         | 女優メリー             | herself                      |                                                 |
| 1923 | Poor Men's Wives           | 貧乏人の妻たち         | Laura Bedford/Laura Maberne  |                                                 |
| 1923 | Souls for Sale             | 売られ行く魂           | Leva Lemaire                 |                                                 |
| 1923 | Strangers of the Night     | 海賊アップルジャック   | Anna Valeska                 | 別題: Ambrose Applejohn's Adventure             |
| 1923 | St. Elmo                   | 聖者エルモ             | Agnes Hunt                   |                                                 |
| 1923 | The Eternal Struggle       |                        | Camille Lenoir               | 別題: Masters of Women                          |
| 1923 | The Eternal City           | 永遠の都               | Donna Roma                   | 脚本・製作 （クレジットされず）                 |
| 1924 | Thy Name Is Woman          | 汝の名は女             | Guerita                      |                                                 |
| 1924 | The Shooting of Dan McGrew | 極光に踊る女           | Lady Known as Lou            |                                                 |
| 1924 | The White Moth             | 白蛾は舞う             | Mona Reid/The White Moth     | 脚本（クレジットされず）                        |
| 1924 | Hello, 'Frisco             |                        |                              |                                                 |
| 1924 | Sandra                     | 二重人格の女           | Sandra Waring                |                                                 |
| 1924 | My Husband's Wives         | 頭痛鉢巻               | –                            | 脚本                                            |
| 1925 | The Heart of a Siren       |                        | Isabella Echevaria           | 別題: The Heart of a Temptress                  |
| 1925 | The White Monkey           |                        | Fleur Forsyte                |                                                 |
| 1926 | The Girl from Montmartre   | モンマルトルから来た女 | Emilia Faneaux               |                                                 |

## 大衆文化において
- 1930年代、映画プロデューサーのルイス・B・メイヤーは、大好きな女優の1人バーバラ・ラ・マーにあやかり、女優のヘディ・キースラーにヘディ・ラマーという芸名をつけた[17]。
- ラ・マーはフラナガン&アレン（英語版）の歌「Underneath the Arches」で言及され、間奏でチェズニー・アレン（英語版）が1926年の新聞の見出しを読み上げる。
- 児童文学作家のエドワード・イーガー（英語版）は1954年の著書「魔法半分」 (Half Magic) の中のエピソードで、ラ・マーの映画『サンドラ（二重人格の女）』 (Sandra) を若干の皮肉を込めて登場させている[18]。